# آقاخان بختیار
آقاخان بختیار (زاده ۱۲۹۰ - درگذشته ۱۳۶۰) اقتصاددان، سیاست‌مدار، بانکدار و مدیر اجرایی ایرانی بود که در طول فعالیت حرفه‌ای خود در جایگاه‌هایی چون ریاست هیئت مدیره و مدیرعاملی شرکت ملی نفت ایران، مدیرعاملی بانک کشاورزی، مدیرعاملی بانک مسکن همچنین ریاست هیئت مدیره و مدیرعاملی بانک رهنی ایران فعالیت نمود. بختیار دانش‌آموخته کارشناسی ارشد مهندسی نفت از دانشگاه کمبریج بود. وی در کابینهٔ منوچهر اقبال، وزارت کار را برعهده داشت و در دورهٔ پانزدهم مجلس شورای ملی، به عنوان نمایندهٔ شهرکرد در مجلس حضور داشت.

## زندگی‌نامه
آقاخان بختیار در سال ۱۲۹۰ در منطقه بختیاری زاده شد. وی فرزند غلامحسین خان سردار محتشم بود که در اواخر سلطنت قاجاریه، دو دوره وزارت جنگ ایران را برعهده داشت. آقاخان تحصیلات ابتدایی و متوسطه را در ایران انجام داد، سپس در سال ۱۳۰۹ برای ادامه تحصیل به انگلستان مهاجرت کرد و مدت ۷ سال در دانشگاه کمبریج تحصیل نمود. بختیار دانش‌آموخته کارشناسی اقتصاد و کارشناسی ارشد مهندسی نفت است. وی در ۱۳۱۵ از اروپا به تهران مراجعت نمود. ابتدا در شرکت نفت ایران و انگلیس استخدام شد، سپس به بانک ملی ایران رفت و سرانجام در بانک رهنی ایران، رئیس بازرسی گردید.
یک گزارش محرمانهٔ آمریکایی، آقاخان بختیار را چنین توصیف می‌کند:
«آقاخان، قد بلند، باریک، خوشرو و با موهای کمرنگ و چشمان آبی است. وی به عنوان فردی جنتلمن در سطح بالا با قابلیت قابل‌توجه توصیف شده است. او آرام صحبت می‌کند و رفتار انگلیسی دارد. آقاخان بیماری چشم دارد و چندین بار برای معالجه به سوئیس رفته‌است. وی ورزشکار است و به خوبی تنیس بازی می‌کند. معمولاً همبازی تنیس وی شاه، عموی ملکه، خانم باقر پیرنیا و همسر معاون وزیر دارایی هستند.»

## فعالیت سیاسی
در دوره پانزدهم مجلس شورای ملی به عنوان نماینده شهرکرد انتخاب شد. در ۱۳۳۰ در مدت دولت محمد مصدق، به ریاست بانک کشاورزی منصوب شد و از ۱۳۳۲ تا ۱۳۳۶ نیز مدیرعامل بانک مسکن بود. در کابینهٔ منوچهر اقبال، در ۱۳۳۶ به وزارت کار معرفی گردید، که در این دوره به صورت همزمان، ریاست هیئت مدیره و مدیرعاملی بانک رهنی ایران را نیز بر عهده داشت. بختیار در ۱۳۴۰ به شرکت ملی نفت ایران بازگشت و در اواخر همین سال، به‌عنوان رئیس هیئت مدیره و مدیرعامل شرکت ملی نفت ایران منصوب شد.

## فعالیت ورزشی
آقاخان بختیار به سیرهٔ خانوادگی، در جوانی به سوارکاری و تیراندازی علاقهٔ وافری نشان می‌داد و یکی از سوارکاران شناخته شده زمان خود بشمار می‌آمد. با وجودی که سال‌ها در اروپا زندگی کرده بود، مع‌الوصف همان تربیت ایلی‌اش را حفظ کرده بود. بختیار بنیان‌گذار ورزش پینگ پنگ بود و از ۱۳۲۶ تا ۱۳۲۷ به عنوان نخستین رئیس فدراسیون پینگ پنگ ایران فعالیت می‌کرد. وی یکی از بنیان‌گذاران ورزش تنیس در ایران نیز محسوب می‌شود.